# Oletta
Oletta [ɔlɛta] ist eine Gemeinde mit 1816 Einwohnern (Stand 1. Januar 2022) auf der Insel Korsika in Frankreich. Die Bewohner nennen sich Olettois.
Im Nordwesten reicht das Gemeindegebiet bis auf 600 Meter an den Golf von Saint-Florent heran. Die Nachbargemeinden sind Poggio-d’Oletta im Norden, Furiani im Nordosten, Biguglia im Osten, Olmeta-di-Tuda im Süden, Rapale im Südwesten und Saint-Florent im Nordwesten.

## Wirtschaft und Infrastruktur
In Oletta liegen in den Weinbaugebieten Muscat du Cap Corse und Patrimonio zugelassene Rebflächen.
Südlich vom Ortskern verläuft die Departementsstraße D82, die von Saint-Florent an der Nordküste der Insel zur Route nationale 193 (Bastia-Ajaccio) führt.

## Bevölkerungsentwicklung

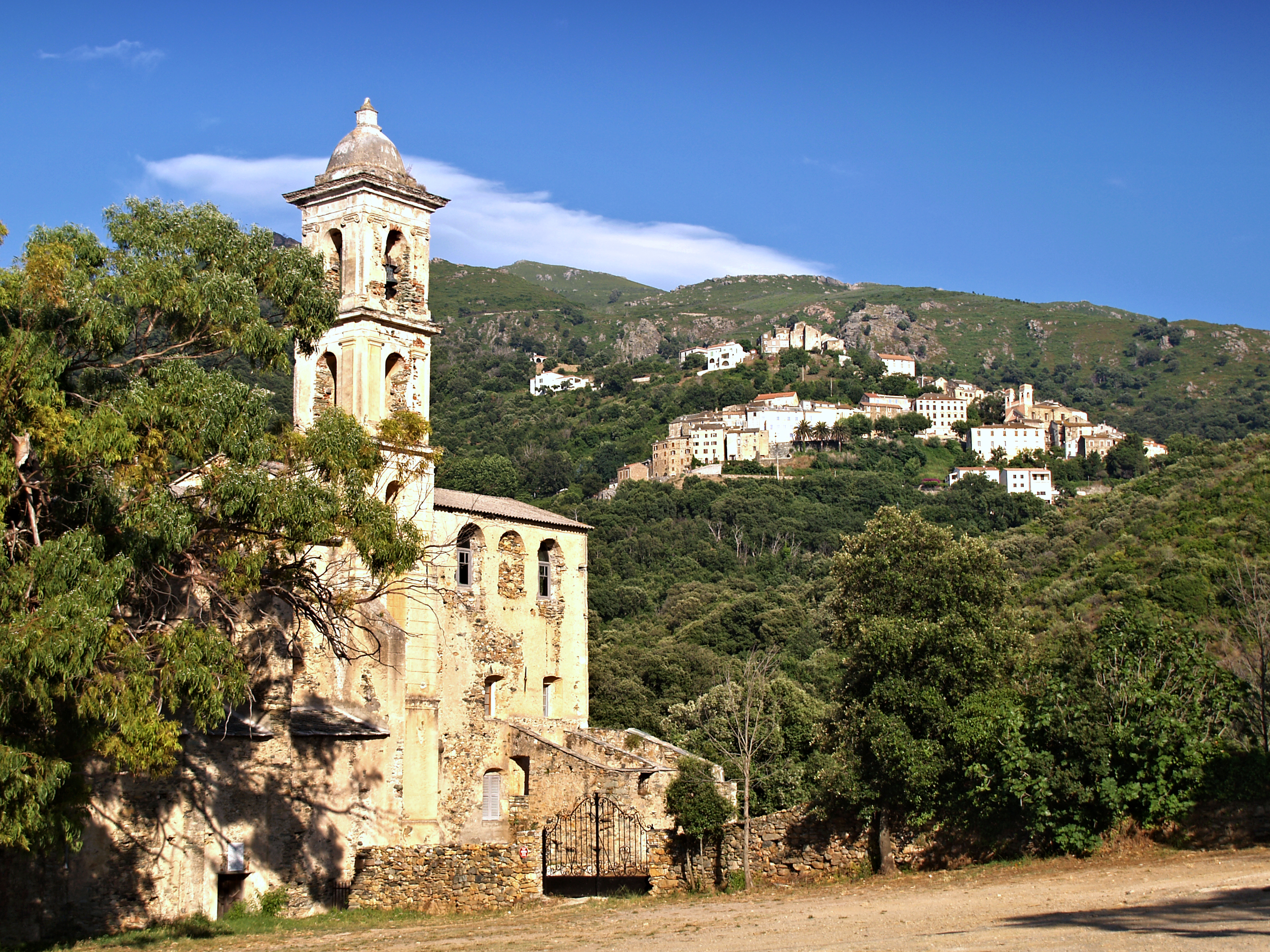
Glockenturm des ehemaligen Klosters Saint-François

| Jahr      | 1962 | 1968 | 1975 | 1982 | 1990 | 1999 | 2004 | 2017 | 2018 |
| --------- | ---- | ---- | ---- | ---- | ---- | ---- | ---- | ---- | ---- |
| Einwohner | 620  | 619  | 692  | 892  | 879  | 830  | 1245 | 1696 | 1739 |